# 稲次國利
稲次 國利（いなつぎ くにとし、1901年11月19日 - 1971年1月27日）は、日本の経営者。兵庫県朝来郡和田山町出身。

## 経歴
1924年に大阪市立高等商業学校本科を卒業し、同年に南海鉄道に入社。1947年3月に近畿日本鉄道と南海電気鉄道の各取締役に就任し、1949年8月に常務、1956年11月に専務を経て、1959年6月に副社長に就任し、1966年10月には社長に昇格。1968年4月に南海電鉄天下茶屋駅列車衝突事故における責任を取る形で社長を辞任。1966年10月には南海ホークスオーナーに就任。
1971年1月27日、大動脈瘤破裂のために死去。69歳没。